# Обращение баваров и хорутан
Обращение баваров и хорутан (Обращение баварцев и карантанцев; лат. Conversio Bagoariorum et Carantanorum) — раннесредневековый латиноязычный нарративный источник о христианизации баваров и хорутан (или карантанцев); содержит ценные сведения по истории западных славян VIII—IX веков.
«Обращение баваров и хорутан» сохранилось в тринадцати рукописях. Наиболее ранняя из них создана в XI веке, а бо́льшая часть — в XII—XIII веках. В зависимости от того, включены или нет в текст фрагменты «Жития святого Руперта», различают две редакции «Обращения баваров и хорутан».
Большинство историков считает, что «Обращение баваров и хорутан» было написано в Зальцбурге в первой половине 870-х годов: около 870 года, в 870 году, в 871 году, не позднее 873 года. В пользу 871 года свидетельствует содержащееся в тексте утверждение, что от предоставления в 796 году Зальцбургской епархии ранга митрополии до создания труда прошло семьдесят пять лет. Мнение о более позднем создании труда не получило широкого распространения. Предполагается, что «Обращение баваров и хорутан» было написано по повелению зальцбургского архиепископа Адальвина или даже им самим. Поводом для создания стало предоставление в 870 году папой римским Адрианом II святым Кириллу и Мефодию разрешения вести христианизацию паннонских славян. Это было воспринято зальцбургским духовенством как нарушение их юрисдикции над землями славян. Апелляция Адальвина на папское решение была рассмотрена на синоде в Регенсбурге, на который Мефодий был доставлен под стражей. Целью автора «Обращения баваров и хорутан» было предоставить правителю Восточно-Франкского королевства Людовику II Немецкому доказательства прав глав Зальцбургской архиепархии на окормление населения Великой Моравии, Блатенского и Нитранского княжеств, а также Карантании, на которые также претендовало духовенство Пассауской епархии и Аквилейского патриархата. Возможно, не в последнюю очередь благодаря приводимым в «Обращении баваров и хорутан» данным, Мефодий был освобождён только в 873 году стараниями папы римского Иоанна VIII. При преемнике же Адальвина, архиепископе Дитмаре I, было получено согласие наместника Святого Престола на включение Нижней Паннонии и Великой Моравии в юрисдикцию Зальцбургской митрополии.
Оригинальное название «Обращения баваров и хорутан» не известно. Современное название труд получил около 1600 года на том основании, что в его начале имелось большое по объёму описание христианизации святым Рупертом Баварии и Паннонии. Однако затем было установлено, что бо́льшая часть содержавшихся в рукописях известий о деятельности этого миссионера является извлечением из его жития. В настоящее время этот текст в «Обращения баваров и хорутан» не включается.
«Обращение баваров и хорутан» состоит из двух частей. В первой — главы 1—2 — описывается миссионерство святых Руперта в Паннонии и Вергилия в Карантании, а также деятельность их преемников в Зальцбургской архиепархии. Во второй части — главы 3—14 — приводится история Карантании со времён Само по вторую половину IX века. Особое внимание уделяется усилиям зальцбургских епископов по христианизации Нитранского и Балатонского княжеств при Прибине и Коцеле. Для возвеличивания результатов этой деятельности автор «Обращения баваров и хорутан» даже прибегает к фальсификациям. Так, он не упоминает об аналогичной деятельности глав Пассауской епархии, а все их свершения приписывает зальцбургским архиепископам. Установлено, что в работе над «Обращением баваров и хорутан» его автор использовал несколько имевшихся у него источников: хронику Фредегара, «Деяния Дагоберта», «Зальцбургские анналы», «Большие Зальцбургские анналы», «Лоршские анналы», «Анналы святого Максимина Трирского», хронику Марцеллина Комита, а также некоторые не сохранившееся сочинения.
«Обращение баваров и хорутан» — ценный источник по истории карантанских славян и соседствовавших с ними народов. Это третье после хроники Фредегара и «Деяний Дагоберта» сочинение франкской эпохи, упоминающее о Само. В нём впервые этот правитель основанного им государства назван славянином: «Некий славянин по имени Само, находясь у карантанцев, был князем того племени» (лат. «Samo nomine quidam Sclavus manens in Quarantanis fuit clux gentis illius»). Предполагается, что автор мог или самостоятельно интерпретировать содержавшиеся в известном ему жизнеописании короля франков Дагоберта I сообщения о Само и тогда, скорее всего, свидетельство о славянском происхождении князя не соответствует действительности, или использовать известные ему устные предания паннонских славян, и тогда ошибочными являются данные Фредегара о Само как этническом франке. «Обращение баваров и хорутан» — основной источник о карантанцах VII—VIII веков. Многие содержащиеся в труде известия о них отсутствуют в других раннесредневековых источниках. Только здесь содержится информация о христианской общине в Нитре и подробности объединения Майомиром I земель славян, результатом которого стало создание Великоморавской державы.
Первое печатное издание «Обращения баваров и хорутан» было осуществлено М. Флациусом в 1556 году в Базеле. В 1854 году оно было издано в одном из томов Monumenta Germaniae Historica. Эта публикация стала основой для большинства позднейших изданий. «Обращение баваров и хорутан» неоднократно переводилось на европейские языки: например, на немецкий, чешский и словацкий. На русском языке опубликованы только несколько фрагментов этого исторического источника.